# ハマー (自動車)

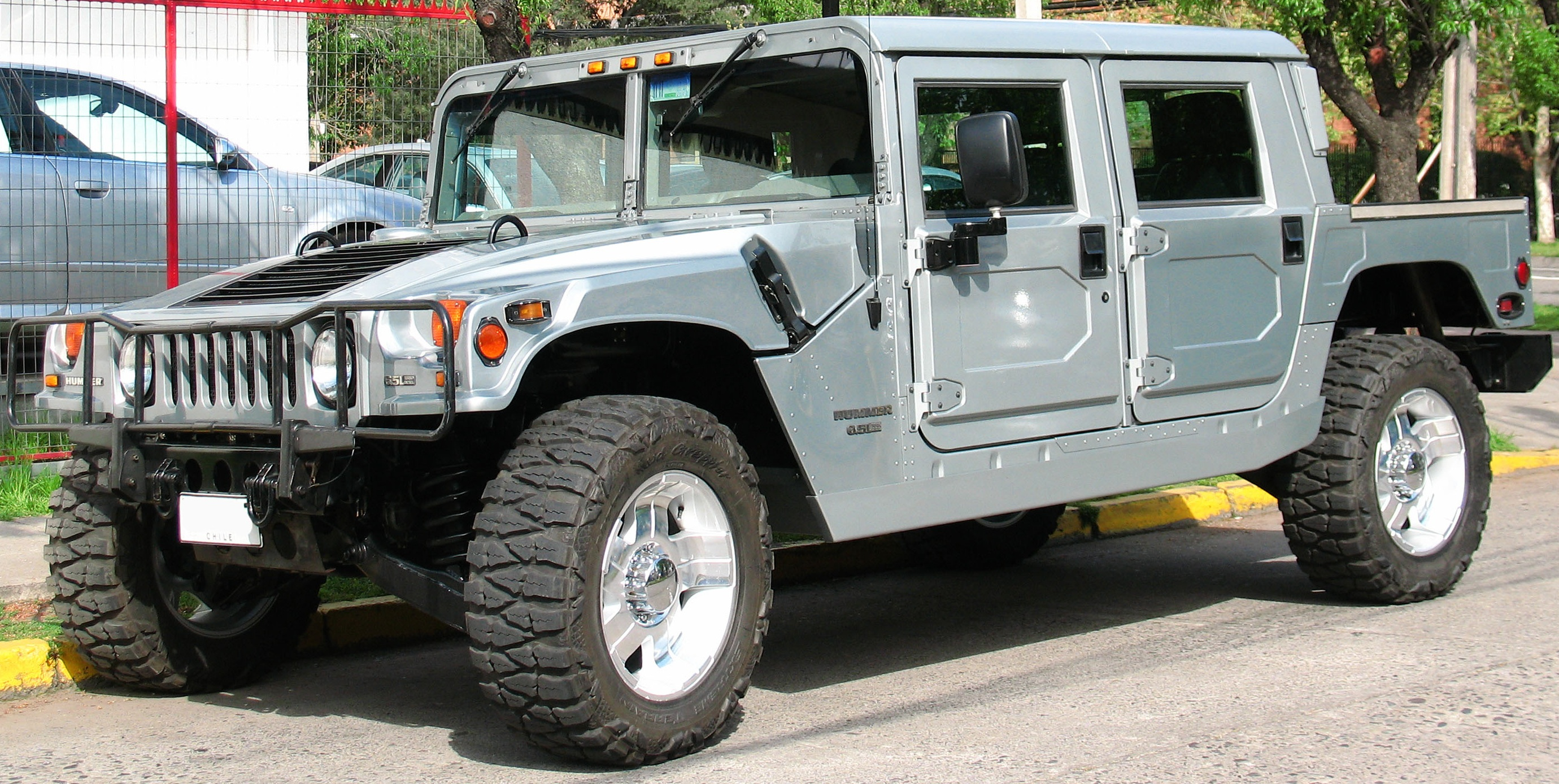
AMゼネラル・ハマー

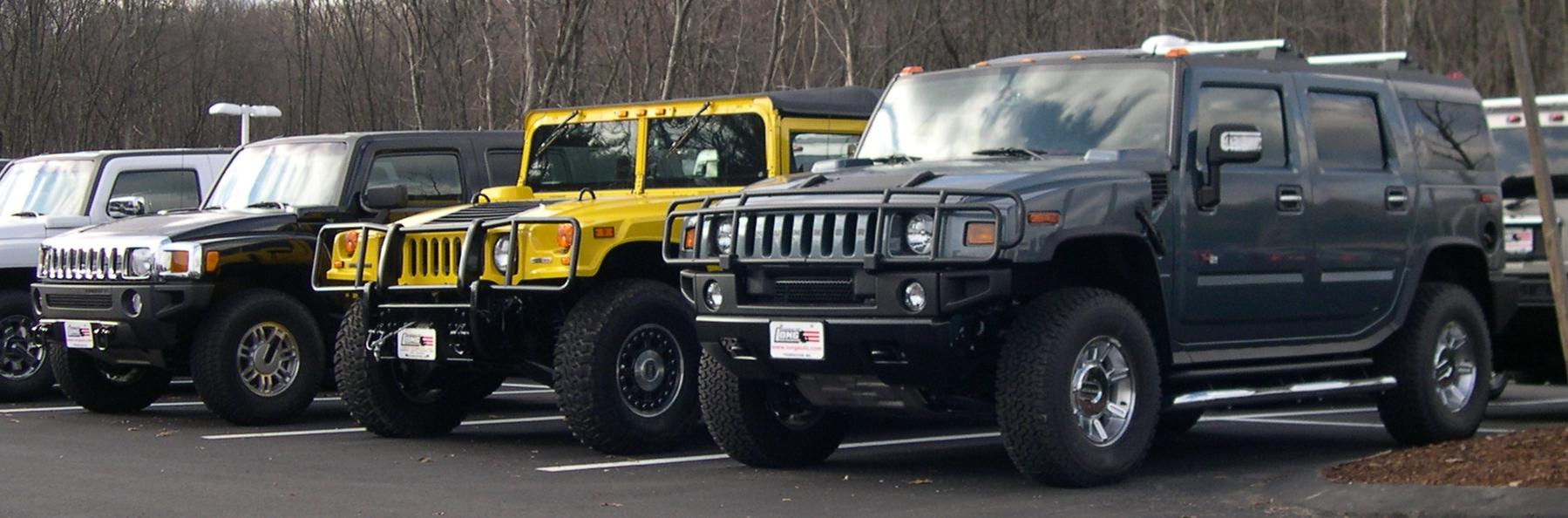
GMから販売されたハマー三種類。左からH3、H1、H2

ハマー（HUMMER）は、1992年にアメリカの自動車メーカー・AMゼネラルが発売した、軍用四輪駆動車・ハンヴィーの民間仕様、及びAMゼネラルから権利を購入したゼネラルモーターズ（GM）が1999年から展開したSUVブランド。
GMは2009年の破産後に中国の四川騰中重工機械にブランド売却を打診していたが、破談となり、2010年に販売を終了。2021年にGMCの電気自動車（BEV）として復活した。

## H1（1992年 - 2006年）
俳優・アーノルド・シュワルツェネッガーの要望を基にハンヴィーを生産していたAMゼネラルから「ハマー」の名で発売された民生版ハンヴィー。1992年6月に限定版として工場直販にて発売が始まり、1992年10月より一般ディーラーでの販売が開始された。
1994年モデルからは搭載されているディーゼルエンジンの排気量が6.2 Lから6.5 Lに変更された。1995年モデルから5.7 Lガソリンエンジン搭載車が追加され、その後2年間生産された。1996年モデルにターボディーゼルエンジンが追加された。
1999年に販売権を得たゼネラルモーターズにより、同車はAMゼネラルが製造した上で「ハマー・H1」と改名されて販売が続けられた。2005年モデルからいすゞ製8GF1型ディーゼルエンジンに変更され、名称も「H1アルファ」となる。H1のエンジンは、ディーゼル、ガソリン共にすべてV型8気筒である。
4ドアのオープントップ（キャンバストップ化可能）ルーフとリアカーゴを持つピックアップトラックの「4ドアオープントップ」の他に、4ドア+後部ドアのフルハードトップを持つ「4ドアワゴン」の2モデルが存在し、4ドアオープントップには純正オプションによりハードトップに改装したSUT（Sport Utility Truck.後述）タイプや、ベースとなったハンヴィーに似た、ハードトップと傾斜した車体後部にハッチバック式のリアゲートを持つ「スラントバック（Slant Back）」タイプも存在する。
原型の軍用車型であるハンヴィーと違い公的機関での使用例は多くないが、日本の公的機関（国土交通省北海道開発局、北海道警察など）や企業（NTTドコモなど）で災害対策用車両として採用例がある。
日本国内では一般的な自動車と比べその大きさが印象的であり、特に目立つ全幅はH1の2,197 mmに対し、例えば軽自動車では最大1,480 mmと70 cm以上の差がある。車両総重量も大きいため、日本ではこの型の一部は準中型車に分類される。2017年（平成29年）3月12日以降に普通自動車免許を取得した場合、運転できない（それ以前に取得した場合は運転可能）。
2006年、原油価格高騰のあおりを受け、リッターあたりの走行距離がわずか4 km前後のH1は深刻な販売不振となり、生産終了が発表された。また、2007年からのディーゼルエンジン排出ガス規制の強化により規制対応の試作を行ったが、基準を満たすめどが立たなかったことも販売終了の一因である。ただし、AMゼネラルによるハンヴィーの生産は続けられており、2013年には、ハマーとは別の民間向けハンヴィーの発売計画がAMゼネラルから発表されている。

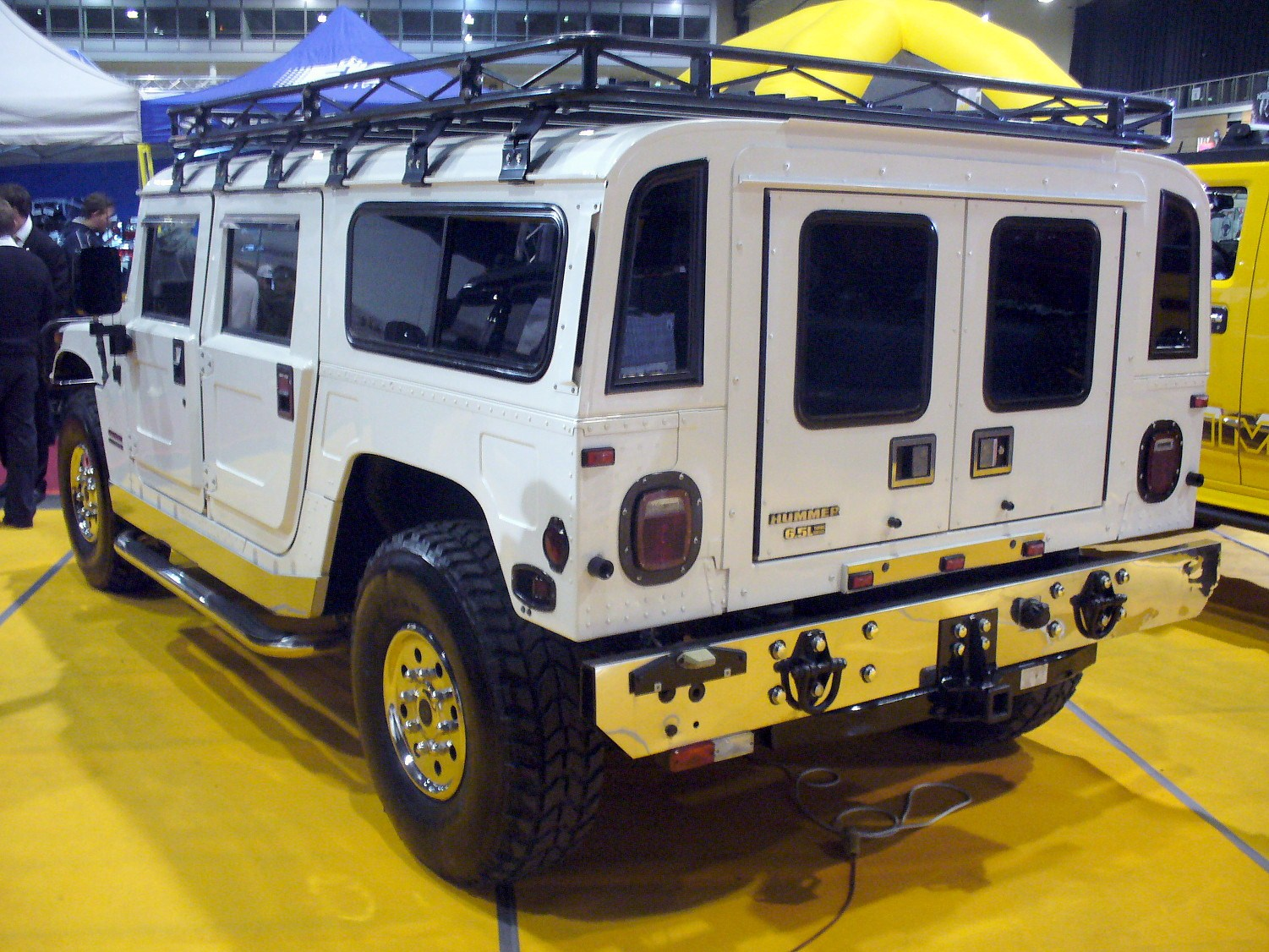
ハマー H1 4ドアワゴン
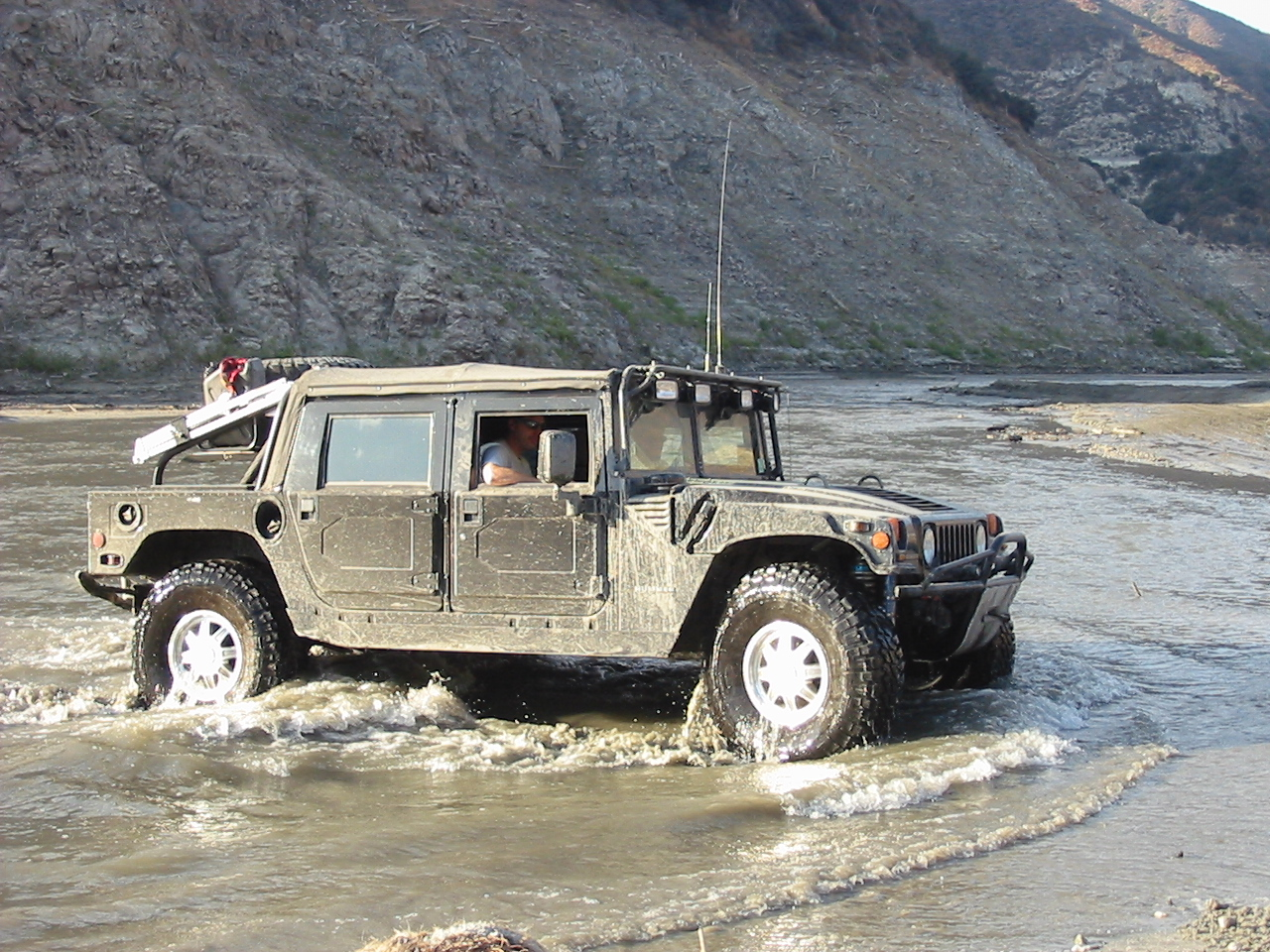
ハマー H1 4ドアオープントップ（キャンバストップ状態）

## H2（2002年 - 2010年）
シボレー・タホをベースとして、H1の雰囲気を踏襲したフルサイズSUVであり、軍用車との関連は無い。そのため、サスペンションはフロントがダブルウィッシュボーン、リアは5リンクリジッドと極一般的なものとなり、車軸にもハブリダクションは用いられていない。アクスル間に見えるはしご型フレームは低く、さらにはトランスファーケースなどがぶら下がっており、そのシルエットはH1とはまったく異なるものになった。
しかし、それと引き換えに、低く平らなフロアによる良好な居住性と、アメリカ人が好むGM製SUVの乗り味を獲得し、マニア以外からはむしろ歓迎される結果となり、高所得者層を中心に、当初からセールスは好調を維持した。
2002年よりGMが生産。日本では三井物産オートモーティブが輸入。米国ではキャデラック・エスカレードやフォード社のリンカーン・ナビゲーターと並ぶ高級SUVである。
SUVのH2のほか、ピックアップトラックの「H2 SUT」も販売されている。「SUT」とは「Sport Utility Truck（スポーツユーティリティトラック）」の略で、SUVとピックアップトラックを掛け合わせたタイプの車を意味している。H2 SUTはH2の2列目座席より後ろからそのままルーフを取り払ったデザインになっており、フロントウインドシールド上部に専用のマーカーランプが付いている。
GMのSUV部門の女性チーフが「室内がゴム臭い」と言ったことから、2006年モデルからスペアタイヤが車外に出されることとなり、バックドアの使い勝手は悪化した。この変更による室内の変化はなく、サードシートも片側1脚のままで、スペアタイヤのなくなったあとは空きスペースとなっている（2008年よりサードシートは片側2脚の仕様となった）。

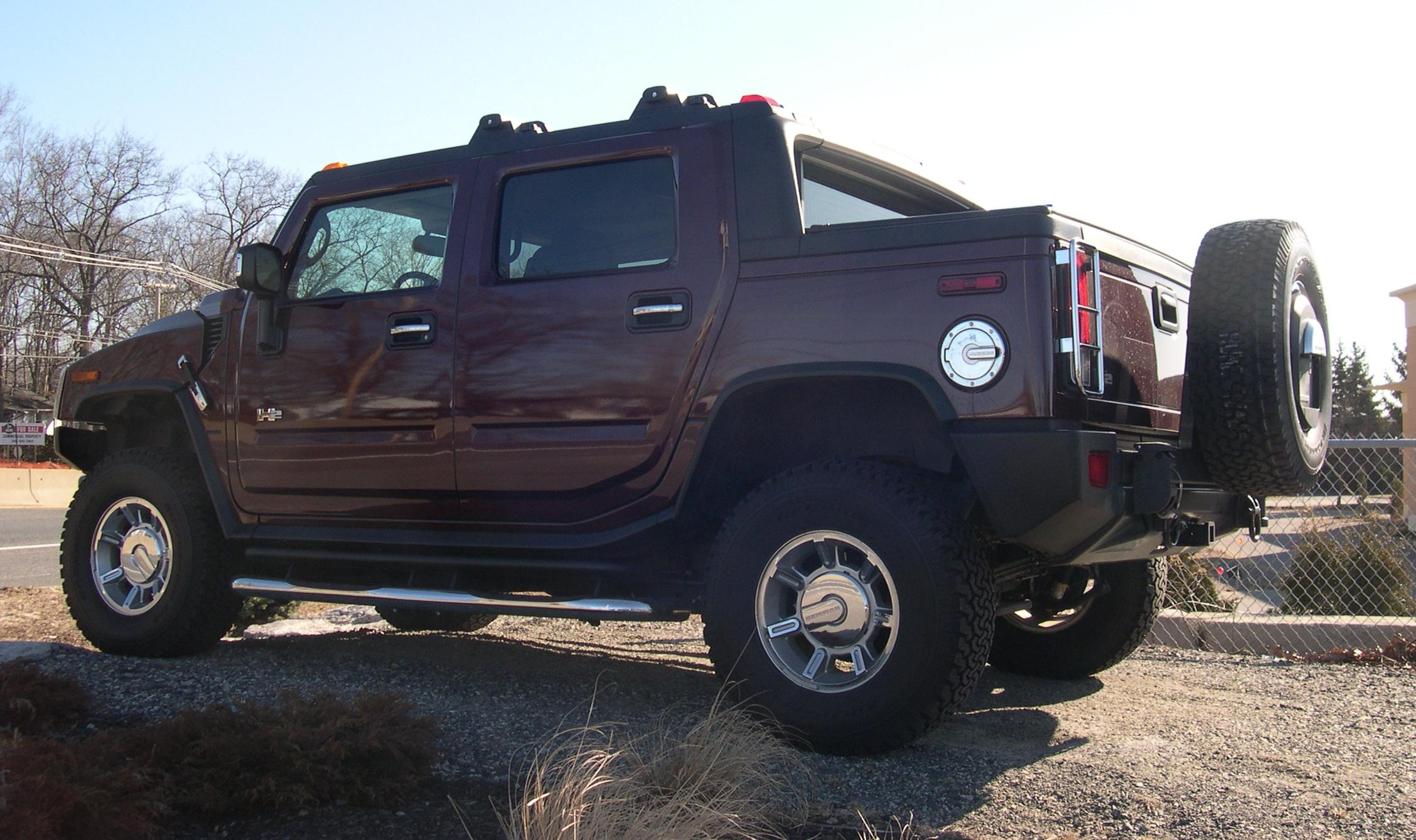
HS SUT リア
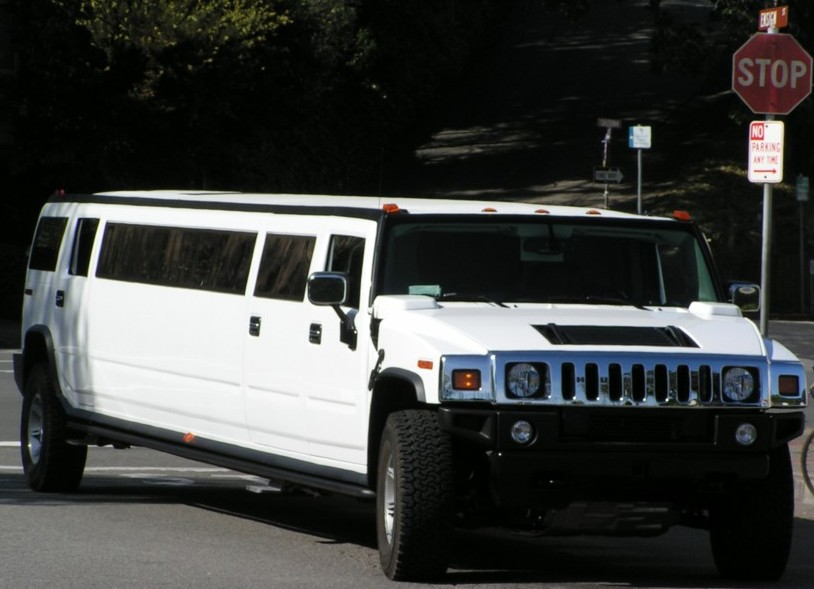
H2 リムジン

## H3（2006年 - 2010年）
シボレー・コロラドのシャシをベースにH2をさらに小型化したモデルで、ルイジアナ州シュリーブポートで生産されていた。コロラドとの部品共用は9 %ほどであるという（パーセンテージは、点数、重量、価格のいずれかは不明）。
2006年モデルは、3.5 Lの直列5気筒エンジンが搭載されているが、2007年モデルからは、3.7 Lに排気量が拡大されている。排気量が小さく、またV型エンジンでもないため、アメ車らしいフィールには欠ける。トルク不足から本国でも評判が悪く、2007年9月に、5.3 L V型8気筒エンジン（295 PS）が搭載されたH3 ALPHAが登場した。また、ヨーロッパ向けには、ディーゼルエンジンの搭載も予定されていた。
H2と比較するとボディは一回り小さい。ハンドル切れ角が大きく、最小回転半径は5.6 mしかない。車幅は、三井物産オートモーティブが輸入するモデルは1,980 mmであるが、大型フェンダー込みの寸法であり、室内はそれほど広くはない。また、全長はスペアタイヤ込みでも4,720 mmと短く、カーゴルームのスペースも狭い。
2005年（平成17年）秋より三井物産オートモーティブが輸入。また、南アフリカ共和国でも生産され、2007年以降右ハンドルモデルも生産されたが、2007年モデルは正規の日本導入はない。2008年モデルよりGMアジア・パシィフィック・ジャパンが輸入を担当。日本の場合、重量に対しての燃費で計算されたため、エコカー補助金を受けることができた。
高い悪路走破性からオフロードレースでも活躍している。バハ1000ではレジェンドのロッド・ホールのドライブにより、2009年に市販トラックの2クラスで優勝を挙げている。
ダカール・ラリーでは、NASCARレーサーやCARTの活躍で知られるロビー・ゴードンが2006年から「チームダカールUSA」を結成し、東洋タイヤを履いたH3でダカール・ラリーに参戦。このH3の実態はマルチチューブラーフレームで設計され、リアミッドシップに6.0リッターV8エンジンをマウントする二輪駆動のプロトタイプバギーである。NASCARマシン同様にドアがなく、小さな窓から乗り降りする。2009年に常勝三菱自動車ワークスチームを上回る総合3位を獲得した。2012年は一時総合2位を走行していたが、タイヤの内圧調整システムの空気をエンジン内部に取り込んでいると考えたFIAにより、失格の裁定がなされた（ゴードンは抗議したが棄却）。2014年に売却され、サウジアラビアのヤジード・アル＝ラジが購入してワールドカップやサウジ国内選手権に参戦した。
2008年9月に2009年モデルとして、H3のカーゴルーム部分から屋根を取り払った、ピックアップトラック版の「H3T」が登場した。H2 SUTと同様、スポーツユーティリティトラック（SUT）として位置づけられている。
2010年（平成22年）2月、三井物産のHP上でハマーの日本での輸入販売を停止すると発表した。同年5月24日に生産終了となり、GMのハマーブランドそのものが廃止となった。

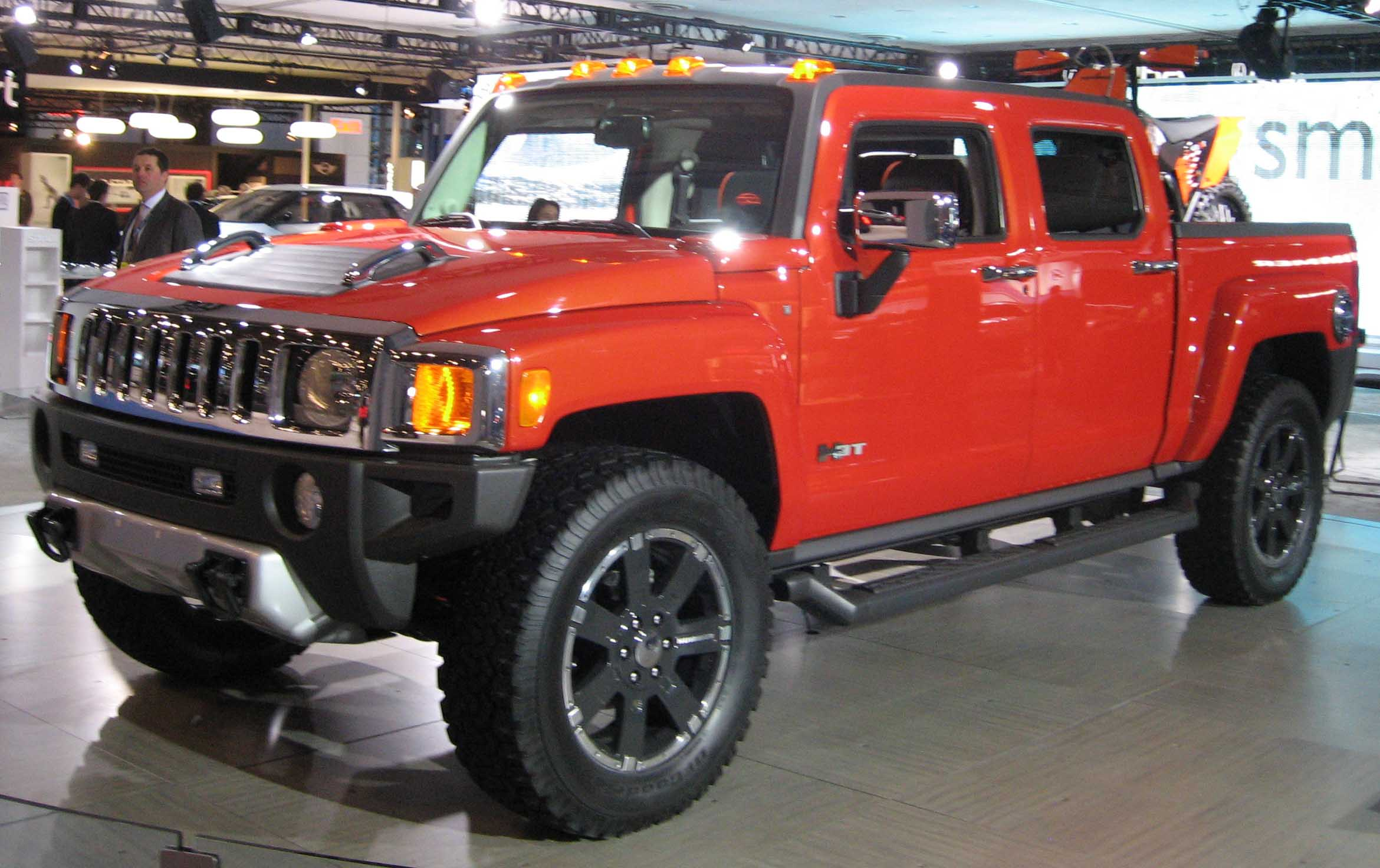
H3T
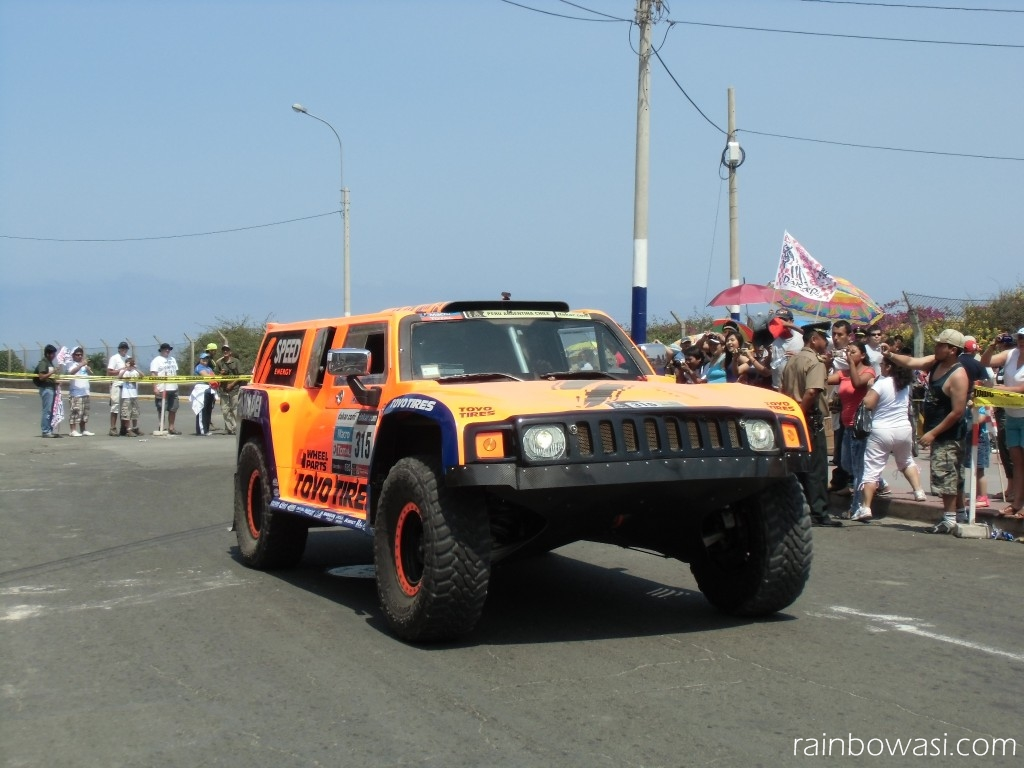
2013年ダカール・ラリーに参戦するロビー・ゴードンのハマーH3

## HX コンセプト（2008年）
2008年のデトロイトショーで発表された、近い将来導入される予定であったハマー H4を意識して作られたコンセプトモデル。
H3よりも全長、高さがコンパクトになったボディに、より優れたオフロード走破性能が与えられており、若年層がターゲットとされた。
搭載されたエンジンはE85 エタノール混合燃料に対応した3.6LのV型8気筒DOHC、足回りにはブレンボ製のキャリパーを採用、サスペンションにはFoxレーシングのコイルオーバーが採用されている。
ボディタイプは2ドアの2+2仕様であり、前席のルーフ部分は取り外しが可能になっており、後部ルーフ部分もスライドが可能となっている。
2010年のハマーブランドの廃止により、市販化はされなかった。
2011年、米My Electronic Vehicle社がゼネラルモーターズの公式ライセンスを受け、電動カートのシャシにHX コンセプトをデザインモチーフとしたELECTRIC HUMMER HX-Tと呼ばれる電気カートを制作し、販売した。

## ハマーEV（2021年 - ）

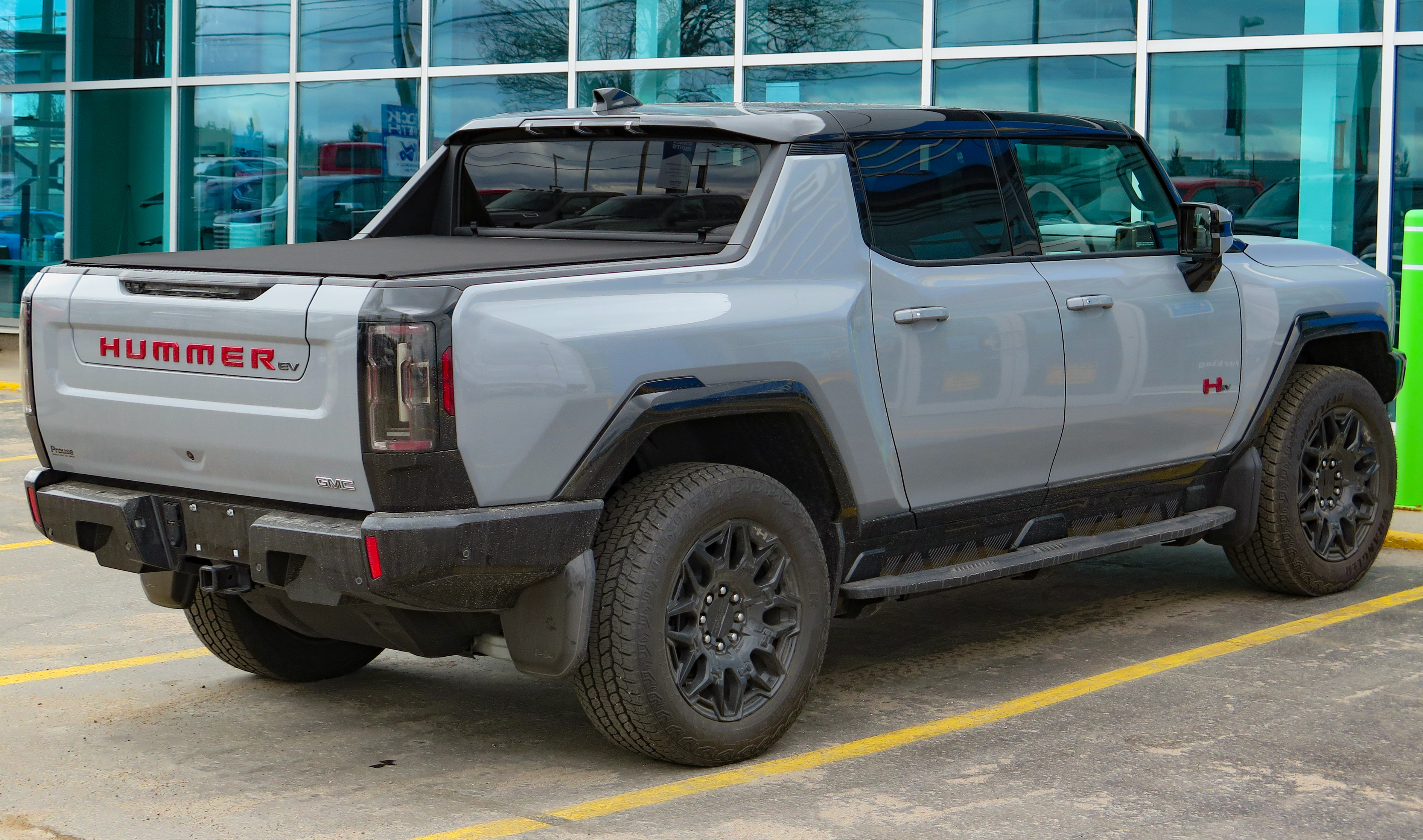
ハマーEV ピックアップ(リア)

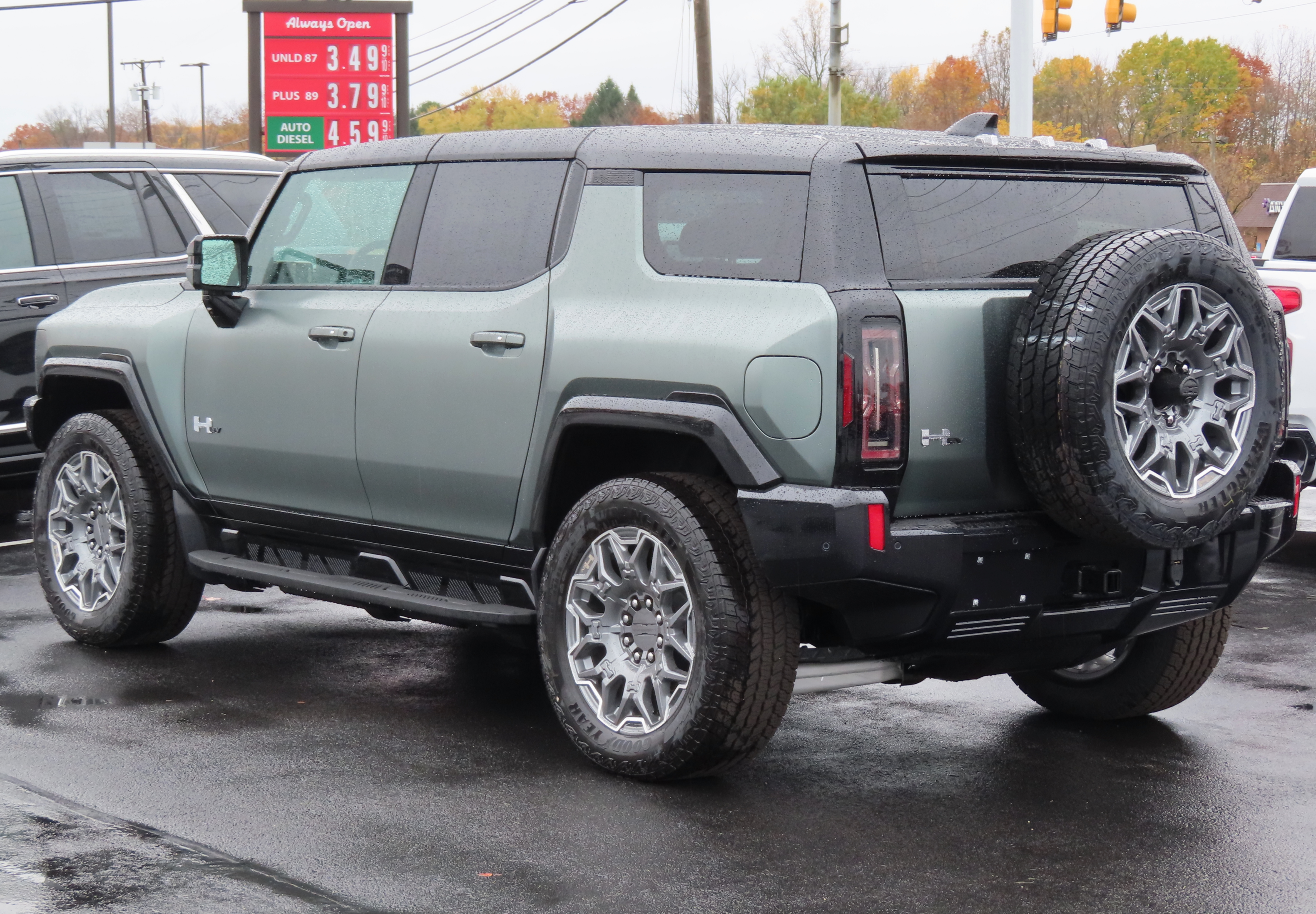
ハマーEV3X SUV(リア)

GMCブランド初の電気自動車。当初、GMは2020年5月20日にワールドプレミアの開催を予定していたが、新型コロナウイルスの感染拡大に伴い、同イベントの延期を発表し、5ヶ月後の10月20日に正式発表された。
SUV型の電動バギーで争うエクストリームEには、チップ・ガナッシ・レーシングが外装をハマーに換えて参戦している。